# Lilltjärnen (Vibyggerå socken, Ångermanland, 700984-161181)
Lilltjärnen är en sjö i Kramfors kommun i Ångermanland och ingår i Nätraåns huvudavrinningsområde.